# Harmoniflûte
L' Harmoniflûte è un piccolo strumento a fiato ad ancia libera, indipendente e dotato di tastiera. Fu inventato contemporaneamente dai costruttori di strumenti francesi Constant Busson e Mayer Marix. 

## Storia
Constant Busson decise di sfruttare il mercato degli strumenti intermedi tra la fisarmonica e l'armonium e inventò un harmoniflûte, che presentò all'Esposizione universale di Parigi del 1855.
Nello stesso periodo a Parigi venne inventato da Mayer Marix un flauto armonico.